# Eladio Zárate
Eladio Zárate (Alberdi, Paraguay, 14 de enero de 1942) es un exfutbolista paraguayo que jugó como delantero. Militó en clubes de Paraguay, Argentina y Chile. Fue en este último país mencionado, donde tuvo sus mejores momentos de gloria, porque a pesar de que no fue campeón, en sus 8 años de estadía en Chile, fue 4 veces en 5 años, el máximo goleador del fútbol chileno. Jugó por la Selección paraguaya en el Juventud de América disputado en Bolivia. Terminó su carrera deportiva en el Club Guaraní de Asunción.

## Clubes
| Club                 | País      | Año       |
| -------------------- | --------- | --------- |
| Olimpia              | Paraguay  | 1962      |
| San Lorenzo          | Argentina | 1963-1964 |
| Huracán              | Argentina | 1965      |
| Unión Española       | Chile     | 1966-1969 |
| Universidad de Chile | Chile     | 1970-1971 |
| San Luis Fútbol Club | México    | 1972      |
| Guaraní              | Paraguay  | 1973-1974 |

## Palmarés

### Campeonatos nacionales
| Título           | Club    | País     | Año  |
| ---------------- | ------- | -------- | ---- |
| Primera División | Olimpia | Paraguay | 1962 |

### Distinciones Personales
| Distinción                                                                              | Año  |
| --------------------------------------------------------------------------------------- | ---- |
| Máximo goleador de la Primera División de Chile (28 goles)                              | 1967 |
| Máximo goleador de la Primera División de Chile (32 goles)                              | 1968 |
| Máximo goleador de la Primera División de Chile (22 goles)                              | 1969 |
| Máximo goleador de la Primera División de Chile (25 goles)                              | 1971 |
| Incluido dentro de las 50 mejores figuras históricas de Universidad de Chile por AS.com | 2016 |